# Clive Hamilton
Clive Charles Hamilton (Australia, 12 de marzo de 1953) es un intelectual australiano y profesor de ética en el Centro de Filosofía Aplicada y Ética Pública (CAPPE) y vicecanciller de ética en la Universidad Charles Sturt. Es miembro de la junta de la Autoridad de Cambio Climático del Gobierno de Australia, y es el fundador y exdirector ejecutivo del Instituto de Australia. Aparece regularmente en los medios australianos y contribuye a los debates de política pública. Hamilton recibió el premio de Miembro de la Orden de Australia el 8 de junio de 2009 por "servicio al debate público y desarrollo de políticas, particularmente en los campos del cambio climático, la sostenibilidad y las tendencias sociales".

## Educación y carrera académica.
Hamilton se graduó de la Universidad Nacional Australiana con una licenciatura en historia, psicología y matemáticas puras en 1975 y completó una Licenciatura en Economía con honores de primera clase de la Universidad de Sydney en 1979. Fue becario de posgrado de la Commonwealth en el extranjero y completó su doctorado en el Instituto de Estudios de Desarrollo de la Universidad de Sussex en 1984. Su tesis se tituló "Un modelo de equilibrio general del desarrollo de Corea del Sur".
Fue becario postdoctoral e investigador en la Escuela de Investigación de Estudios del Pacífico de la Universidad Nacional de Australia de 1984 a 1988 y Director del Programa de Posgrado en Economía del Desarrollo en el Centro Nacional de Estudios de Desarrollo de la Universidad Nacional de Australia desde 1986 a 1988. De 1994 a 1997 fue profesor titular de Políticas Públicas y de 1997 a 2002 fue miembro de Políticas Públicas en la Universidad Nacional de Australia y fue miembro visitante del Centro Nacional de Epidemiología y Salud de la Población en 2004.De 1988 a 1990 fue Economista de Investigación Principal en la Oficina de Economía de la Industria del Departamento Federal de Industria, Ciencia y Recursos (ahora la Comisión de Productividad ).
Hamilton fundó el Instituto de Australia en 1993 y fue director ejecutivo hasta 2008.
Ha sido académico visitante en el Oxford Uehiro Centre for Practical Ethics, profesor invitado en la Oxford Martin School y profesor invitado en la Facultad de Filosofía de la Universidad de Oxford.
Es miembro vitalicio de Clare Hall, Universidad de Cambridge y fue profesor invitado del Departamento de Economía de la Tierra de la Universidad de Cambridge.
Fue miembro visitante principal de la Escuela de Silvicultura y Estudios Ambientales de la Universidad de Yale.

## Obras
Hamilton ha escrito sobre el tema de la acción individual contra el cambio climático durante un período de unos 15 años. Su libro Requiem for a Species (Earthscan 2010) explora la  negación del cambio climático y sus implicaciones. Sus libros anteriores, Scorcher (2007) y Running from the Storm (2001), criticaron los esfuerzos del gobierno australiano, especialmente en relación con el Protocolo de Kioto.  La opinión general de Hamilton sobre el cambio climático es que "el mundo está en camino hacia un futuro muy desagradable y es demasiado tarde para detenerlo".  Hamilton argumenta que creer cualquier otra cosa es negar la verdad del cambio climático y participar en ilusiones. 
Hamilton ha escrito varios libros relacionados con el consumismo y el consumo excesivo. Growth Fetish (2003) se convirtió en un éxito de ventas en Australia y sugiere que la búsqueda irreflexiva del crecimiento económico se ha convertido en una fijación, lo que no ha llevado a ninguna mejora real en los niveles de felicidad.  En Growth Fetish, Hamilton defiende la política del bienestar por encima del crecimiento económico. En Affluenza (2005), Hamilton describe cómo estos temas se desarrollan a nivel personal, mientras explora la superficialidad de la vida del consumidor moderno.  En ¿Qué queda? (2006) Hamilton comenta sobre temas escritos en Growth Fetish and Affluenza. Argumenta que están surgiendo nuevos tipos de "alienación y explotación", en forma de estragos del libre mercado, que han "despojado a la vida de su sentido". The Freedom Paradox (2008) se relaciona con la naturaleza y las consecuencias del capitalismo de consumo avanzado. En el libro, Hamilton propone un sistema de "ética post-secular" que servirá como un desafío al "malestar moral" ocasionado por la "libertad del mercado". 
Silencing Dissent: How the Australian Government Is Controlling Public Opinion and Stifling Debate, editado con Sarah Maddison y publicado en 2007.
En febrero de 2018, Hamilton publicó el libro Silencing Dissent: How the Australian Government Is Controlling Public Opinion and Stifling Debate (Invasión silenciosa: la influencia de China en Australia) sobre la creciente participación del Partido Comunista Chino en la sociedad civil y la política australianas.
En junio de 2020, el empresario británico y defensor de relaciones económicas más estrechas entre China y el Reino Unido, Stephen Perry, y el 48 Group Club iniciaron una demanda por difamación en un intento fallido de bloquear el lanzamiento de Hidden Hand: Exposing How The Chinese Communist Party Is Reshaping The World (La mano oculta de Hamilton: exponer cómo el Partido Comunista Chino stá remodelando el mundo).

## Candidato político
El 23 de octubre de 2009, Hamilton fue anunciado como el candidato de los Verdes Australianos para las elecciones parciales en la sede federal de Higgins. Compitió contra otros nueve candidatos por el escaño y quedó en segundo lugar, recibiendo el 32,40 por ciento de los votos primarios y el 39,77 por ciento de los votos preferidos.  El Partido Laborista Australiano no presentó ningún candidato en las elecciones.